# Austrolimnophila eutaeniata
Austrolimnophila eutaeniata är en tvåvingeart som först beskrevs av Jacques-Marie-Frangile Bigot 1888.  Austrolimnophila eutaeniata ingår i släktet Austrolimnophila och familjen småharkrankar. Inga underarter finns listade i Catalogue of Life.